# Округ Каламазу (Мичиген)
Округ Каламазу (енгл. Kalamazoo County) је округ у америчкој савезној држави Мичиген.

## Демографија
По попису из 2010. године број становника је 250.331, што је 11.728 (4,9%) становника више него 2000. године.
| Група             | 2000.           | 2010.           |
| Белци             | 199.180 (83,5%) | 200.047 (79,9%) |
| Афроамериканци    | 23.217 (9,7%)   | 27.266 (10,9%)  |
| Азијати           | 4.363 (1,8%)    | 5.212 (2,1%)    |
| Хиспаноамериканци | 6.311 (2,6%)    | 9.959 (4,0%)    |
| Укупно            | 238.603         | 250.331         |